# Tia (princesse)
Pour les articles homonymes, voir Tia.
Tia ou Tiya est une princesse égyptienne de la XIXe dynastie, fille de Séthi Ier et de Mouttouya et sœur aînée du pharaon Ramsès II. Elle n'est mentionnée que sur les monuments datant du règne de Ramsès II.

## Généalogie
Tia est originaire d'une famille de militaires de la région d'Avaris. En effet, son arrière-grand-père Séthi, son grand-père paternel Pa-Râmessou, son père Séthi et son grand-père maternel Raïa étaient tous des militaires, de même qu'il est probable que sa grand-mère paternelle Satrê proviennent elle-aussi d'une famille de militaires,. Toutefois, à la mort d'Horemheb, lui aussi militaire avant de devenir pharaon, c'est Pa-Râmessou qui lui succède et devient le pharaon Ramsès Ier pour au maximum deux ans. C'est ensuite son père, Séthi Ier, qui devient roi pour une dizaine d'année. La stèle de l'an 400, commanditée par son frère Ramsès II, évoque leurs ancêtres paternels tandis que leurs grands-parents maternels, Raïa et [...]ouia (les chercheurs reconstruisent la partie manquante en Rouia, Touia voire Tjouia), sont évoqués sur un bloc trouvé à Médinet Habou mais provenant probablement de la partie du Ramesséum dédiée à leur mère Mouttouya.
Tia est donc la fille du roi Séthi Ier et de la reine Mouttouya et la sœur aînée du roi Ramsès II. Elle est mariée et mère de famille avant même que son père ne monte sur le trône. Elle est l'épouse d'un certain Tia, fils d'un noble de haut rang nommé Amonouahsou,,. Ils ont deux filles, Moutmetjennéfer et une autre morte jeune, représentées dans la tombe de leurs parents à Saqqarah.
Certains chercheurs ont supposé que Séthi Ier et Mouttouya avait eu un autre fils, plus âgé que Ramsès II, nommé Nébenkhâsetnébet ou Amenméfernébef, sur la base d'une scène sur la paroi extérieure du mur nord de la grande salle hypostyle du temple d'Amon à Karnak dont l'un des personnages a été remplacé par Ramsès II. Il s'est avéré qu'aucun fils aîné n'avait été figuré à l'origine mais qu'il s'agissait du commandant des troupes et flabellifère Méhy. Enfin, Hénoutmirê, fille royale et grande épouse royale de Ramsès II en l'an 54, soit bien après la mort de ses deux principales grandes épouses royales, Néfertari et Iset-Nofret Ire, a été considérée par certains comme la fille de Séthi Ier et l'épouse de son frère. Elle est en fait la fille de Ramsès II et a donc épousé son père comme d'autres filles de ce dernier.

## Biographie
Tia est née durant le règne d'Horemheb dans une famille de militaires, soit bien avant que son grand-père n'accède au trône. Il est même probable qu'elle était déjà mariée et mère de famille quand son père est monté sur le trône. Son nom lui vient probablement de sa grand-mère paternelle Satrê bien qu'il soit possible que ce nom soit celui de son arrière-grand-mère (mère de son grand-père paternel Ramsès Ier).
Tia porte les titres de « Chanteuse d'Hathor », « Chanteuse de Rê d'Héliopolis » et « Chanteuse d'Amon-grand-dans-sa-gloire ». Tandis que son mari Tia avait d'importantes fonctions sous le règne de son frère Ramsès II : « Responsable du Trésor dans le temple d'Ousermaâtrê Sétepenrê dans le domaine d'Amon » (c'est-à-dire le Ramesséum) et « Responsable du bétail d'Amon-Rê ». Il a été proposé que ce Tia avait également été le tuteur de Ramsès II, toutefois, il s'avère que le passage avait été mal traduit précédemment et que c'est Tia qui avait été sous l'aile d'un roi qui est peut-être Horemheb.
Le couple Tia et Tia est représenté avec la reine Mouttouya sur un bloc de pierre exposé au Musée royal de l'Ontario (inv. 955-79-2) : à droite, « l'épouse divine et mère du roi Touia » offre un bouquet de fleurs et de l'encens à la déesse Hathor maîtresse du Sycomore [méridional] ; derrière elle est représenté « l'Osiris scribe royal, responsable du Trésor du Maître des Deux Terres Tia, juste de voix » qui offre lui aussi un bouquet et tend l'autre main en signe d'adoration ; enfin, derrière lui est représentée « la maîtresse de maison, la chanteuse d'Amon grand de victoires, la vénérable sœur du roi Tia, juste [de voix] » qui offre elle aussi un bouquet et agite un sistre.
Une stèle funéraire aujourd'hui à Florence, et qui provient peut-être de la tombe de Tia et son mari à Saqqarah, figure au registre supérieur le roi Ramsès II rendant hommage au dieu Osiris et au registre inférieur Tia (le mari) accompagné d'un texte qui inclut un appel aux vivants. Tia (l'épouse) est mentionnée sur les inscriptions verticales situées sur les tranches de la stèle qui la présentent comme « [la supérieure des recluses de] Rê d'Héliopolis, la vénérable sœur du roi Tia, [juste de voix] » et « [la ...] d'Hathor maîtresse du Sycomore méridional,  la chanteuse d'Amon grand de victoires, la vénérable sœur du roi Tia, juste de voix ».
Sur la stèle du chef de l'escorte Amenemheb le Syrien et aujourd'hui conservée au musée de Durham, le couple est figuré au registre supérieur en adoration devant Osiris et Isis. Cette stèle, qui provient peut-être de la tombe du couple à Saqqarah, possède par ailleurs un texte les concernant :
« Faire l'adoration pour ton ka éternellement, pour le ka de l'Osiris responsable du Trésor Tia, juste des voix, et de la maîtresse de la maison, la supérieure des recluses de Rê, la sœur du roi Tia. »

## Sépulture
En 1982, l'équipe des égyptologues Geoffrey Martin et Marten Raven a mis au jour la sépulture de Tia et son mari à Saqqarah entre celle d'Horemheb et celle de Maya, le tombeau contenait une remarquable fresque représentant une felouque. Cette tombe est constituée d'un pylône en façade, d'une avant-cour, puis d'une cour péristyle au centre de laquelle est aménagée la descenderie, d'une antichambre à deux piliers et d'une petite pyramide.